# Sophie de Danemark
Sophie de Danemark, née en 1217, décédée en 1247, est une princesse danoise.

## Famille
Sophie de Danemark est la fille de Valdemar II de Danemark, roi du Danemark de 1202 à 1241 et de Bérengère de Portugal (1194-1221).

## Descendance
Mariée, peut-être en 1236, avec Jean Ier de Brandebourg (1213-1266/1267), dont :
- Jean II (1237 (?)-1281), corégent de la Marche de Brandebourg ;
- Othon IV à la Flèche (né vers 1238-1308), margrave de Brandebourg ;
- Éric (né vers 1242-1295), archevêque de Magdebourg (1283-1295) ;
- Conrad Ier (né vers 1240-1304), corégent de la Marche de Brandebourg, père du dernier prince de la dynastie d'Ascanie, le margrave Valdemar. Marié en 1260 avec Constance Piast (1246-1281) ;
- Hélène (1241/42-1304), qui épousa le margrave Didier IV de Landsberg (1242-1285) en 1258 ;
- Hermann (?-1291), évêque d'Havelberg depuis 1290.